# أليكس دومينغيز
أليكس دومينغيز (بالإسبانية: Aleix Domínguez Hernández) هو لاعب كرة قدم إسباني في مركز الوسط، ولد في 28 أبريل 1992 في باربيرا ديل فاليس في إسبانيا. لعب مع نادي ساباديل.

## وصلات خارجية
- أليكس دومينغيز على موقع Soccerway.com (الإنجليزية)